# Kai Suikkanen

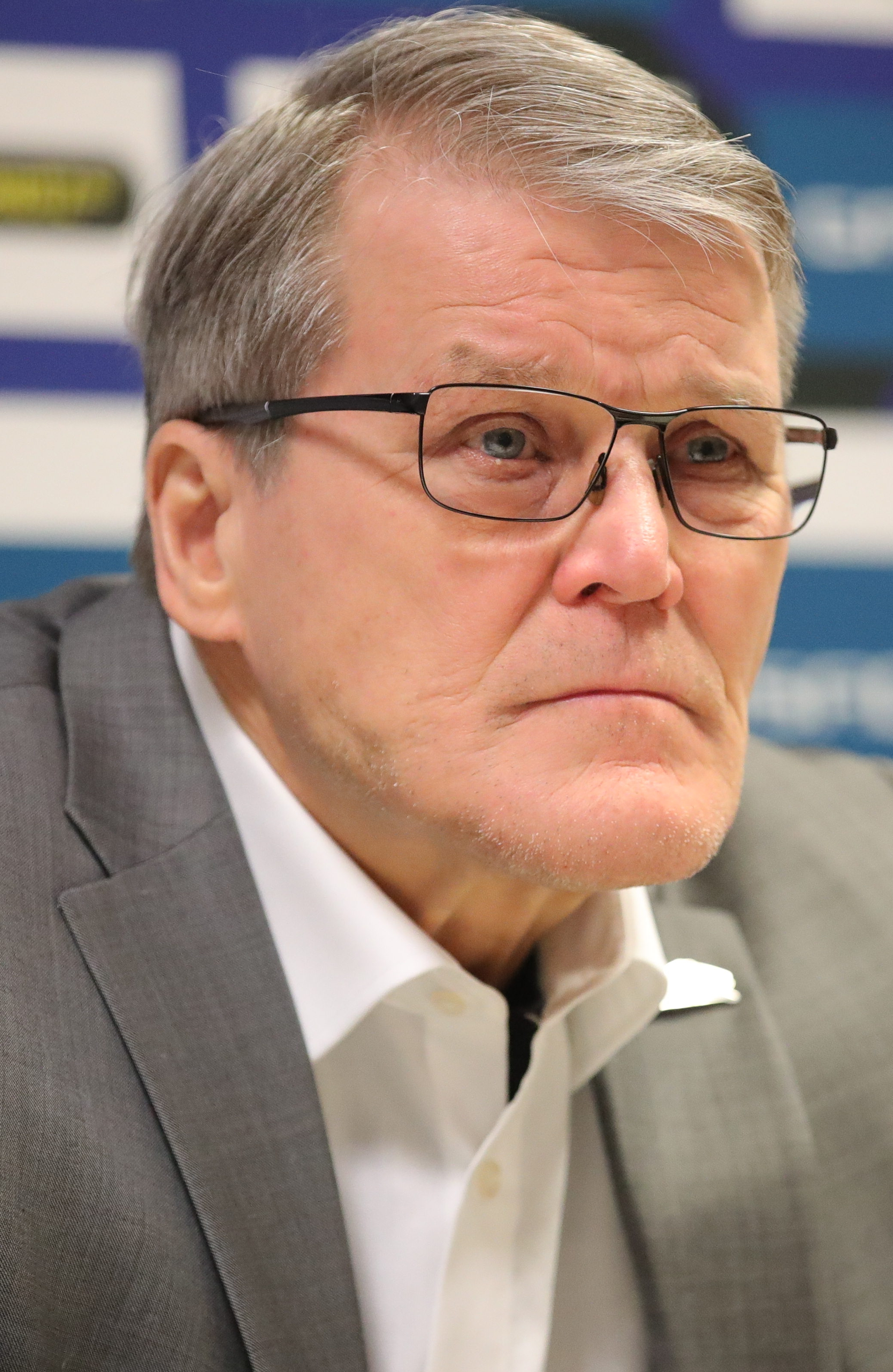
Suikkanen, 2023

Kai Petri Suikkanen, född 29 juni 1959 i Parkano, är en finländsk före detta ishockeyspelare.
Suikkanen blev olympisk silvermedaljör i ishockey vid vinterspelen 1988 i Calgary.